# Harib Al-Saadi
Harib Jamil Zaid Al Saadi (Al-Rustaq, 1º febbraio 1990) è un calciatore omanita, centrocampista dell'Al-Jazira Club e della nazionale omanita.

## Statistiche

### Cronologia presenze in nazionale
| Cronologia completa delle presenze e delle reti in nazionale ― Oman | Cronologia completa delle presenze e delle reti in nazionale ― Oman | Cronologia completa delle presenze e delle reti in nazionale ― Oman | Cronologia completa delle presenze e delle reti in nazionale ― Oman | Cronologia completa delle presenze e delle reti in nazionale ― Oman | Cronologia completa delle presenze e delle reti in nazionale ― Oman | Cronologia completa delle presenze e delle reti in nazionale ― Oman | Cronologia completa delle presenze e delle reti in nazionale ― Oman |
| Data                                                                | Città                                                               | In casa                                                             | Risultato                                                           | Ospiti                                                              | Competizione                                                        | Reti                                                                | Note                                                                |
| ------------------------------------------------------------------- | ------------------------------------------------------------------- | ------------------------------------------------------------------- | ------------------------------------------------------------------- | ------------------------------------------------------------------- | ------------------------------------------------------------------- | ------------------------------------------------------------------- | ------------------------------------------------------------------- |
| 09-01-2019                                                          | Sharjah                                                             | Uzbekistan                                                          | 2 – 1                                                               | Oman                                                                | Coppa d'Asia 2019 - 1º turno                                        | -                                                                   |                                                                     |
| 13-1-2019                                                           | Abu Dhabi                                                           | Oman                                                                | 0 – 1                                                               | Giappone                                                            | Coppa d'Asia 2019 - 1º turno                                        | -                                                                   |                                                                     |
| 17-1-2019                                                           | Abu Dhabi                                                           | Oman                                                                | 3 – 1                                                               | Turkmenistan                                                        | Coppa d'Asia 2019 - 1º turno                                        | -                                                                   | 22’                                                                 |
| 20-1-2019                                                           | Abu Dhabi                                                           | Iran                                                                | 2 – 0                                                               | Oman                                                                | Coppa d'Asia 2019 - Ottavi di finale                                | -                                                                   |                                                                     |
| 20-3-2021                                                           | Dubai                                                               | Oman                                                                | 0 – 0                                                               | Giordania                                                           | Amichevole                                                          | -                                                                   |                                                                     |
| 25-3-2021                                                           | Dubai                                                               | India                                                               | 1 – 1                                                               | Oman                                                                | Amichevole                                                          | -                                                                   |                                                                     |
| 7-6-2021                                                            | Doha                                                                | Oman                                                                | 0 – 1                                                               | Qatar                                                               | Qual. Mondiali 2022                                                 | -                                                                   | 90+2’                                                               |
| 3-12-2021                                                           | Doha                                                                | Oman                                                                | 1 – 2                                                               | Qatar                                                               | Coppa araba FIFA 2021 - 1º turno                                    | -                                                                   | cap.                                                                |
| Totale                                                              |                                                                     | Presenze                                                            | 8                                                                   |                                                                     | Reti                                                                | 0                                                                   |                                                                     |

## Palmarès

### Club
- Oman League: 2

Al-Suwaiq: 2010-2011, 2012-2013
- Sultan Qaboos Cup: 1

Al-Suwaiq: 2012
- Omani Super Cup : 1

Al-Suwaiq: 2013

### Nazionale
- Coppa delle Nazioni del Golfo: 1

Kuwait 2017